# Ligue de Prizren
 (septembre 2022).
Si vous disposez d'ouvrages ou d'articles de référence ou si vous connaissez des sites web de qualité traitant du thème abordé ici, merci de compléter l'article en donnant les références utiles à sa vérifiabilité et en les liant à la section « Notes et références ».

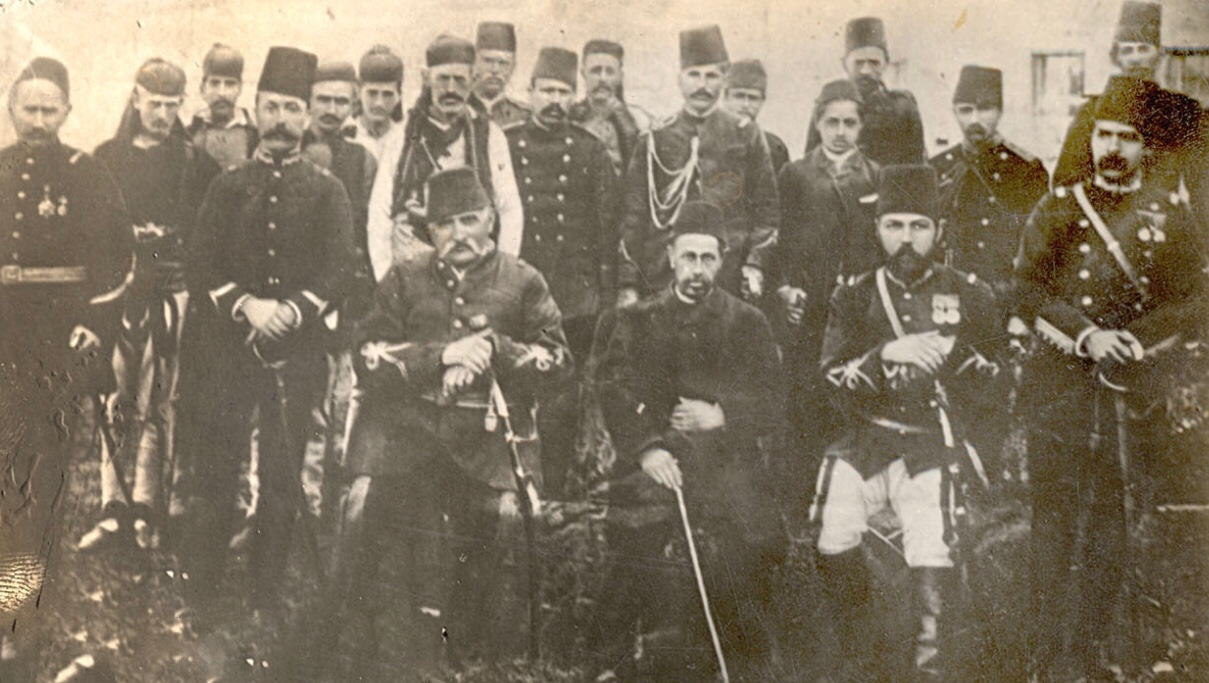
Ouverture de la Ligue de Prizren présidée par le général ottoman Ali Pacha de Gusinje (assis à gauche).

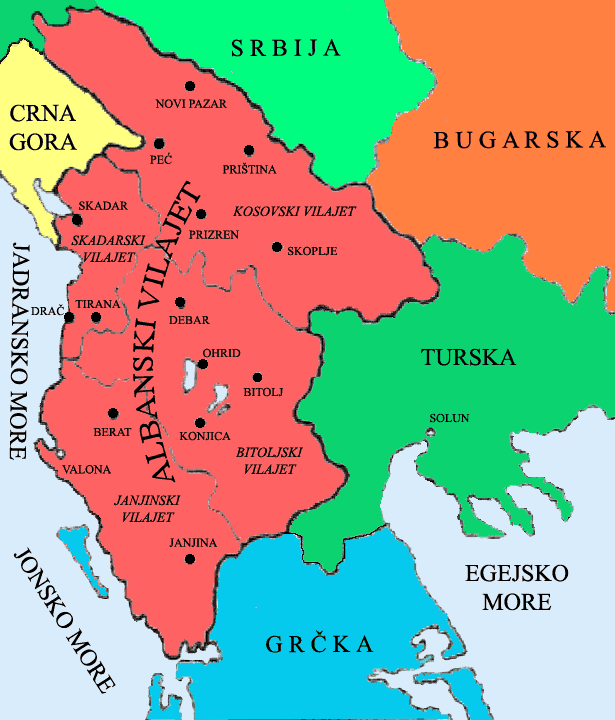
Carte du vilayet d'Albanie réclamé par la Ligue de Prizren.

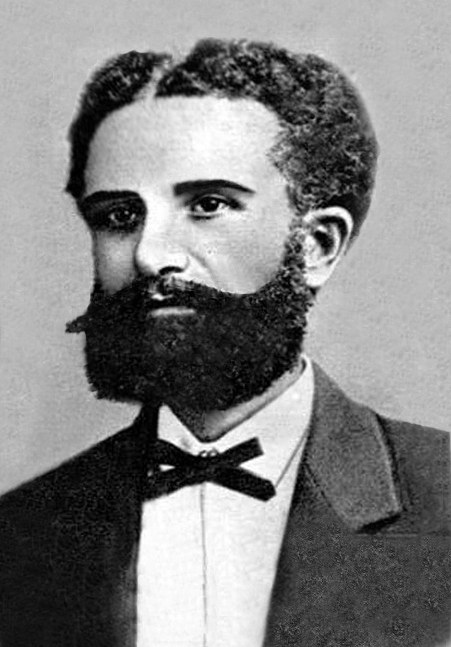
Abdyl Frashëri.

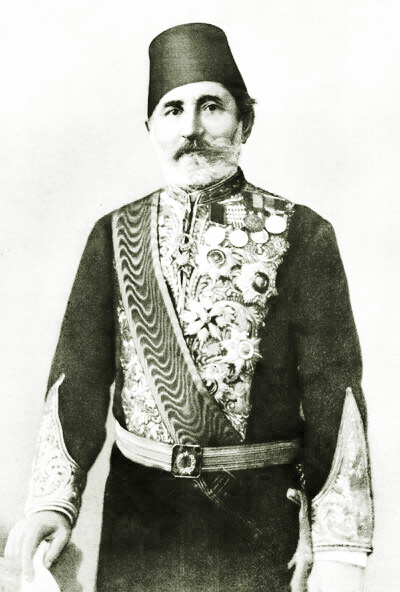
Pashko Vasa.

La Ligue de Prizren est un mouvement albanais fondé en 1878 et dissout en 1881, dont la principale revendication est l'autonomie de l'Albanie. Elle se structure à l'issue de la guerre russo-turque et du traité de San Stefano (mars 1878) qui prévoit la cession morcelée des territoires albanais aux états voisins naissants (Grèce, Monténégro, Serbie, Bulgarie). Abdyl Frashëri et Pashko Vasa sont envoyés par la Ligue au congrès de Berlin (été 1878), mais ils échouent à obtenir une reconnaissance d'autonomie dans le document final (traité de Berlin). Le traité revient en partie sur les dispositions de San Stefano, mais de nombreux territoires demeurent ottomans jusqu'à l'indépendance de l'Albanie en 1912. 

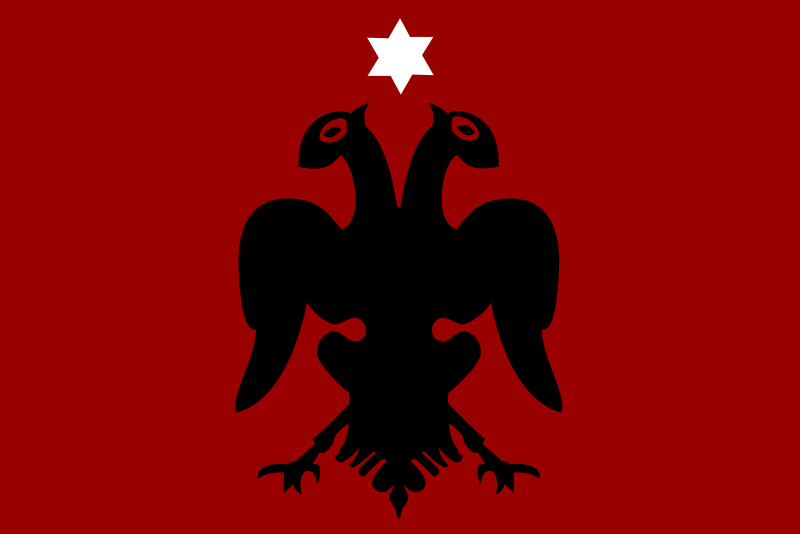
Drapeau de la Ligue de Prizren

## Contexte
En 1877, les grandes puissances reconnaissent l'autonomie aux nationalités de l'Empire ottoman à l'exception des Albanais (protocole de Londres (1830)). La première justification est linguistique : à la différence de leurs voisins, les Albanais n'ont pas de langue littéraire bien définie, parlent des dialectes différents et utilisent plusieurs écritures (arabo-turque, grecque et latine). En outre, les Albanais étant divisés entre musulmans (majoritairement), catholiques et orthodoxes, ils ne disposent pas du statut de millet (« nation ») donné aux communautés ottomanes dotées d'une Église nationale.
En 1878, à l'issue de la guerre russo-turque, le traité de San Stefano (3 mars 1878) cède aux nouveaux États balkaniques (Grèce, Monténégro, Serbie, Bulgarie), une grande partie des terres à majorité ou forte minorité albanaise.

## Congrès de Prizren
Le sultan Abdülhamid II autorise la tenue d'un congrès à Prizren, dans le vilayet du Kosovo, que les autorités ottomanes envisagent comme une réunion des musulmans des Balkans pour défendre leurs droits face aux nations chrétiennes, et qui sera le fondement de la ligue de Prizren.
La réunion s'ouvre le 10 juin 1878 à la veille des négociations de Berlin. La séance est présidée par Ali Pacha de Gusinje (en), général ottoman d'origine albanaise. Les débats sont d'abord dominés par les ulémas et chefs traditionnels attachés au pouvoir ottoman, y compris des délégués de la Bosnie-Herzégovine (musulmans slaves non albanais) dont la province vient de passer sous administration autrichienne. Mais l'arrivée de délégués non musulmans ou d'intellectuels étrangers au milieu des notables réoriente la discussion vers l'idée d'une principauté autonome d'Albanie : cette résolution est votée le 10 juillet 1878. La ville d'Ohrid en aurait été le chef-lieu.

## Organisation
Le siège de la ligue se trouvait à Elbasan (Albanie centrale) avec des succursales à Prizren (Kosovo) et à Gjirokastër (Albanie).

## Représentants
Abdyl Frashëri (président de la commission des affaires étrangères) et Pashko Vasa sont les deux représentants de la ligue de Prizren au congrès de Berlin, où ils tentent vainement d'y faire entendre leurs demandes. Le traité de Berlin, signé le 13 juillet 1878, revient en partie sur les dispositions de San Stefano, mais les grandes puissances refusent de reconnaître l'Albanie qui est seulement, pour le chancelier allemand Otto von Bismarck, une « expression géographique ».
Pashko Vasa, qui défend un projet d'autonomie au sein de l'empire ottoman, sera nommé gouverneur du Mont-Liban,.
Abdyl Frashëri, davantage attiré par l'idée d'une indépendance, sera emprisonné trois ans puis exilé deux ans, avant d'être amnistié et nommé représentant du conseil municipal d'Istanbul.

## Suite du mouvement
La Ligue est dissoute le 2 mai 1881, mais les idées d'autonomie persistent et provoqueront plus tard une série de soulèvements (révoltes albanaises de 1910-1912), qui déboucheront sur la déclaration d'indépendance de l'Albanie malgré la répression de l'armée ottomane.